# Ángel de Saavedra
Ángel de Saavedra y Ramírez de Baquedano, noto anche con lo pseudonimo di Duca di Rivas (Cordova, 19 marzo 1791 – Madrid, 22 giugno 1865), è stato uno scrittore, poeta e drammaturgo spagnolo.

## Biografia
Nell'infanzia e giovinezza ebbe una formazione di tipo classico ma all'età di 16 anni fu destinato al servizio militare, partecipò alla guerra di indipendenza che servì a far cadere Napoleone in favore di Ferdinando VII e a Cadice diviene amico di Antonio Alcalá-Galiano che ne influenzò le opere giovanili.
Influenzato dalle idee politiche dell'amico il Duca di Rivas partecipò alla rivoluzione del 1820 a Cadice e divenne deputato liberale di sinistra nel 1822; nel 1823 fu costretto all'esilio a causa della condanna a morte che era stata emessa contro di lui, fuggì dapprima a Londra e poi a Malta.
A Malta compose Al faro de Malta, la sua prima lirica da dove già si notano temi fortemente romantici.
Il romanticismo fu la corrente a cui il Duca di Rivas diede maggiormente il suo contributo, scrisse due "Leyendas" medievaleggianti dove spiccano temi tradizionali quali le liti, le vendette, i tradimenti, ecc.
Da Malta si trasferisce a Parigi dove ritrova l'amico Galiano, qui compone la sua Leyendas più significativa, El moro expòsito che già aveva iniziato a Malta ma che completerà solo a Parigi nel 1834.
Nel 1833 la vittoria dei liberali gli consente di rientrare in Spagna, muore il fratello ricco e Ángel eredita. Il Duca di Rivas diviene un moderato tradizionalista.
I Romances di Saavedra del 1841 ebbero la caratteristica (difetto secondo alcuni) di mancare di una visione critica della storia e della poesia, i Romances si svolgono sempre in luoghi immaginari e leggendari, la storia è statica, vista come insieme di eventi che si susseguono l'uno isolato dall'altro. A differenza dei primi Romances da lui scritti dove si notava apertamente l'esaltazione del patetico.
Anche nel teatro il Duca di Rivas si dimostrò capace, anche qui il patetico viene messo in mostra. In particolare in Don Alvaro o La fuerza del sino il protagonista, oppresso da un forte sentimento d'infelicità datogli dai suoi continui fallimenti, lotta ma senza mai vincere, contro il crudele destino che gli fa compiere azioni sbagliate anche nei confronti delle persone che ama, la conclusione non può essere che drammatica, Don Alvaro si suicida gettandosi da una rupe. Sono questi i temi ispirati dalle tematiche di Byron, l'uomo solo, il destino inevitabile, l'indifferenza del cielo verso le disgrazie umane, la novità di quest'opera sta nello stile, ed è scritta in prosa e in poesia. Don Alvaro venne in seguito utilizzato da Francesco Maria Piave per il libretto de La forza del destino, opera di Giuseppe Verdi del 1862.
Quando morì nel 1865 era presidente dell'Accademia Reale di Spagna, dopo aver ricoperto ruoli importanti nel campo della politica e in quello accademico.

## Opere

### Poesia
- 1814 Ataulfo
- 1822 Lanuza
- 1828 Il faro di Malta
- 1833-1834 Il moro esposto (El moro expósito)
- 1831-1837 Romanze storiche (Romances históricos)
- 1854 Leyendas (Maldonado; La azucena milagrosa; El aniversario)

### Teatro
- 1822 Lanuza
- 1835 Don Alvaro o La forza del destino (Don Álvaro o la fuerza del sino)
- L'albergo di Bailén (Parador de Bailén)
- 1841 Svaghi di un prigioniero o tre notti a Madrid (Solaces de un prisionero o tres noches en Madrid)
- 1841 La mora di Alajuar (La morisca de Alajuar)